# 나흐틀라스겨울잠쥐
나흐틀라스겨울잠쥐(Graphiurus nagtglasii)는 겨울잠쥐과에 속하는 설치류의 일종이다. 카메룬과 중앙아프리카공화국, 가나, 라이베리아, 나이지리아, 시에라리온에서 발견되며, 가봉에서도 서식하는 것으로 추정하고 있다. 자연서식지는 아열대 또는 열대 기후 지역의 습윤 저지대 숲이다.